# Jan Galega Brönnimann
Jan Galega Brönnimann (* 27. Juli 1969 in Bafun, Kamerun) ist ein Schweizer Jazzmusiker (Klarinette, Saxophon und Komposition).

## Wirken
Brönnimann tourte bereits 1994 mit Pierre Favre. Im selben Jahr war er bei Rhonda Dorsey und mit Love's Labour's Lost tätig. Er arbeitet dann freischaffend als Musiker und Komponist für Bands, DJs, Tanz- und Theaterprojekte. 1998 gründete er seine Band Brink Man Ship, mit der er seit 1999 mehrere Alben vorlegte. Neben akustischer Musik verbindet er live gespielte Klarinetten und Saxophone mit elektronischen Klängen und Rhythmen und dem Rap von Nya. Er war zudem bei Jazz Phalanx (mit Roland Philipp, Hans Feigenwinter, Michel Poffet, David Elias) aktiv.
Mit verschiedensten Bands tourte er in den letzten Jahren durch Europa,  Afrika, Asien und Russland. 2005 präsentierte er die Musik von Brink Man Ship beim Festival International de Jazz de Montréal.
Brönnimann trat unter anderem auf mit Kenny Werner, Eddie  Floyd, Richie Beirach, Sidsel Endresen, William Bell, Joy Frempong, Peter Schärli, Werner Hasler, Harald Haerter, Andreas Schaerer und Saadet Türköz. Mit der Sängerin Nadja Stoller und dem Tablaspieler Ronan Skillen bildete er das Trio A. Spell, das die Tonträger Where the Strange Creatures Live (2014) und The Meaning of Life (2016) vorlegte.
Des Weiteren ist er auf Alben von Igors Blaskapelle, The Faranas, Eivind Aarset und dem Bienne City Arkestra zu hören.

## Preise und Auszeichnungen
Brönnimann wurde auf dem Internationalen Kompositionswettbewerb für science et cité ausgezeichnet. Als Artist in Residence weilte er 2008 für Pro Helvetia in Kapstadt. 2009 erhielt er den Anerkennungspreis des Kantons Bern für besonders bedeutende musikalische Leistungen.

## Diskographische Hinweise
- Brink Man Ship Elephant & Castle (Universal Music 2003, mit Emanuel Schnyder, Christoph Staudenmann, René Reimann)
- Brink Man Ship Willisau (Unit Records 2009, mit Nils Petter Molvaer, Nya, Emanuel Schnyder, Christoph Staudenmann, René Reimann)
- Brink Man Ship Instant Replay (Unit Records 2013, mit Emanuel Schnyder, Christoph Staudenmann, René Reimann)
- Aly Keïta, Jan Galega Brönnimann, Lucas Niggli: Kalo-Yele (Intakt Records 2016)
- Jan Galega Brönnimann, Moussa Cissokho, Omri Hason Al Nga Taa (CPL 2016)
- Aly Keïta, Jan Galega Brönnimann, Lucas Niggli: Kalan Teban (Intakt, 2020)[3]